# Dimosia Epichirisi Ilektrismou

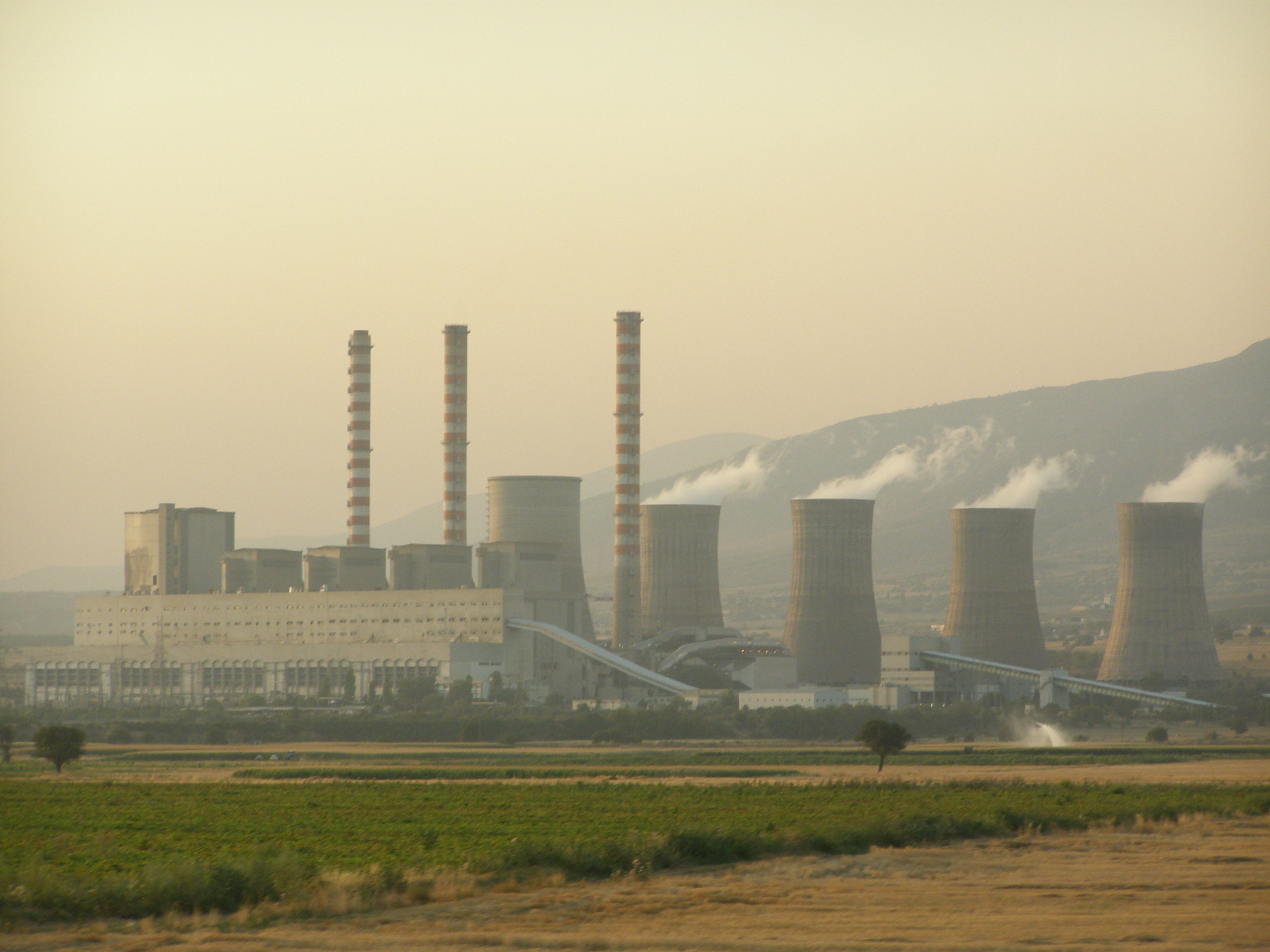
Agios Dimitrios-centrale

De Dimosia Epichirisi Ilektrismou (DEI) (Grieks: Δημόσια Επιχείρηση Ηλεκτρισμού (ΔΕΗ))(Engels: Public Power Company) is de grootste energieleverancier van Griekenland. Het bedrijf is genoteerd aan de Effectenbeurs van Athene. De Griekse staat heeft (in)direct 51% van de aandelen DEI in handen.

## Activiteiten
DEI is de grootste producent van elektriciteit in Griekenland. Naast de productie is het ook de beheerder van het transmissienetwerk (Independent Power Transmission Operator (IPTO S.A. of ADMIE)) en verzorgt de distributie van stroom aan ruim 7 miljoen klanten (Hellenic Electricity Distribution Network Operator (HEDNO S.A. of DEDDIE)). Deze laatste twee activiteiten zijn ondergebracht in aparte ondernemingen, maar de aandelen zijn wel in handen van DEI.
DEI heeft bijna 70% van de totale leveringscapaciteit van elektriciteit in het land in handen, dit was zo’n 13.000 MW in 2015. In 2014 werd voor het opwekken van stroom 64,3% bruinkool gebruikt, 12% aardolie, 11,1% aardgas, 11,1% uit waterkrachtcentrales en 0,7% uit andere duurzame bronnen. De onderneming heeft eigen bruinkoolmijnen waar dichtbij de bruinkoolcentrales zijn gebouwd. Bruinkool is een zeer verontreinigende brandstof. De grootste bruinkoolcentrale is de Agios Dimitrios-centrale (Ατμοηλεκτρικού Σταθμού (ΑΗΣ) Άγιος Δημήτριος) in de buurt van het dorp Agios Dimitrios bij Kozani. De centrale staat bovenaan de lijst van meest verontreinigende centrales van Europa. De bruinkoolcentrale in Kardia, eveneens in de buurt van Kozani, staat op de vierde plaats op deze lijst.

## Ontstaan
Het energiebedrijf Dimosia Epichirisi Ilektrismou (DEI) is opgericht in 1950. In DEI zijn uiteindelijk de 400 kleine nutsbedrijven die Griekenland telde samengebracht. In 2001 is de Griekse elektriciteitsmarkt geliberaliseerd en op 1 januari 2001 is het staatsbedrijf DEI omgezet in een Griekse onderneming. De beursgang van het bedrijf op de beurs van Athene en de London Stock Exchange vond plaats op 12 december 2001. De Griekse staat heeft met 51% van de aandelen een kleine meerderheid in handen.
In het kader van de privatisering van staatsbedrijven, in ruil voor Europese financiële steun, had DEI in 2014 een start gemaakt met de verkoop van 66% van de aandelen van ADMIE. Diverse partijen, waaronder Terna uit Italië, toonden interesse. Na de verkiezingen van januari 2015 staakte het kabinet-Tsipras de privatiseringsplannen. Het verkoopproces voor aandelen DEI is ook gestaakt.
In december 2016 kocht het Chinese State Grid International Development (SGID) een aandelenbelang van 24% in ADMIE. Het Chinese staatsbedrijf betaalde hiervoor 320 milion euro. Begin 2017 wordt Pubic Holding Company ADMIE gecreëerd en draagt DEI alle aandelen over. In de eindsituatie heeft de Griekse staat 51% van de aandelen ADMIE, SGID heft 24% en andere beleggers de resterende 25%. Het transmissiebedrijf ADMIE behaalde in 2014 en 2015 een gemiddelde omzet van 250 miljoen euro en een winst van 50 miljoen euro.